# Сосновский хребет
Сосно́вский хребе́т — горный хребет на северо-западе Забайкальского края России, в правобережье Витима, между двумя её правыми притоками — реками Хулугли и Берея. По сути является отрогом Яблонового хребта.
Хребет начинается на юго-востоке, в месте впадения Хулугли в Витим и тянется на 80 км в северо-восточном направлении до впадения Береи в Витим. Ширина хребта достигает 30 км. Преобладающие высоты составляют 1000—1400 м, максимальная — 1640 м.
Сосновский хребет сложен породами главным образом раннепалеозойских формаций. В рельефе преобладают среднегорья со значительной степенью горизонтального и вертикального расчленения. Относительно пологие склоны могут сочетаться с довольно крутыми (с курумами и скальными останцами). В вершинной части сохранились фрагменты исходной поверхности выравнивания с останцами. Преобладающие типы ландшафта — горная тайга, ерники, предгольцовое редколесье и гольцы.